# Stefano I di Mâcon
Stefano di Borgogna, detto l'Ardito in francese Étienne Ier de Bourgogne dit "Tête Hardie" (1065 circa – Ramla, 27 maggio 1102), fu conte di Mâcon dal 1087, conte di Vienne dal 1088 fino alla sua morte e reggente della Franca Contea di Borgogna dal 1097 al 1101.

## Origine
Stefano, secondo il documento nº 365 del Chartes et documents de Saint-Bénigne de Dijon des origines à 1300 (Dijon) II (non consultato) e secondo la Chronique de l'abbaye de Saint-Bénigne de Dijon era figlio del conte di Borgogna, conte di Mâcon e conte di Vienne, Guglielmo I, detto il Grande o l'Ardito (1020 – 1087), e di Stefania di Borgogna (circa 1035 – dopo il 1088), di cui non si conoscono con esattezza gli ascendenti: 
- la versione più accreditata è che fosse contessa Vienne, figlia di Gerardo di Vienne
- secondo lo storico Szabolcs de Vajay, era la figlia del Duca dell'Alta Lorena (Lotaringia), Adalberto, conosciuto anche come "Conte di Longwy"
- secondo lo storico e genealogista francese, Pierre de Guibours, detto Père Anselme de Sainte-Marie o più brevemente Père Anselme era figlia del conte di Barcellona, Gerona e Osona, Berengario Raimondo I di Barcellona, e della sua prima moglie, Sancha Sánchez di Castiglia (una seconda versione sostiene che fosse figlia della seconda moglie, Guisla de Lluça)
- secondo lo storico Maurice Chaume, invece era figlia di una delle figlie (Adelaide o Stefania) del conte di Barcellona, Gerona e Osona, Raimondo Borrell III, e di Ermesinda di Carcassonne
- infine lo storico francese specializzato nella genealogia dei personaggi dell'Antichità e dell'Alto Medioevo, Christian Settipani, sostiene che fosse figlia del Conte di Bigorre, Bernardo II, e della prima mogòie, Clemenza.

Guglielmo I di Borgogna, secondo il monaco e cronista normanno Guglielmo di Jumièges, autore della sua Historiæ Normannorum Scriptores Antiqui, era il figlio primogenito del Conte di Borgogna, Rinaldo I e di Adelaide o Alice di Normandia, che, ancora secondo Guglielmo di Jumièges, era la figlia del quarto signore della Normandia e il secondo a ottenere il titolo formale di Duca di Normandia, Riccardo II e di Giuditta di Bretagna che, secondo ancora Guglielmo di Jumièges era la sorella di Goffredo I di Bretagna, quindi era figlia del conte di Rennes e duca di Bretagna, Conan I il Torto e della moglie, Ermengarda d'Angiò (come ci viene confermato dal monaco Rodolfo il Glabro, uno dei maggiori cronisti d'età medievale), figlia del terzo Conte di Angiò, Goffredo I Grisegonelle e di Adele di Vermandois (circa 950 - † 974), figlia di Roberto di Vermandois, conte di Meaux e di Troyes. 
I genitori di guglielmo, Alice e Rinaldo vengono ricordati anche dal monaco e cronista inglese, Orderico Vitale, in cui ricorda anche che Alice era la zia di Guglielmo il Conquistatore. Secondo le Europäische Stammtafeln, vol II, cap. 59 (non consultate), Rinaldo di Borgogna risulta sposato con Giuditta, per cui si presume che Alice oltre che Adelaide fosse citata anche come Giuditta.

Stefano era il fratello di Guido di Borgogna (1050-1124), futuro papa con il nome di Callisto II e di Raimondo di Borgogna (circa 1062 – 1107), futuro conte di Galizia e di Coimbra e futuro padre del re Alfonso VII di Castiglia che sarà detto l'imperatore di Spagna.

## Biografia
Nel 1087, alla morte del padre, suo fratello, Rinaldo, gli succedette nel titolo di conte di Borgogna, lasciando il titolo di conte di Mâcon a Stefano.
Nel 1088, alla morte della madre, Stefania di Borgogna, le subentrò nel titolo di conte di Vienne. Nello stesso anno, il fratello, Guido (1050-1124), che, nel 1085, era stato nominato amministratore dell'Arcivescovato di Besançon, nel 1088, secondo Orderico Vitale, divenne arcivescovo di Vienne, intervenendo a favore del papa nella lotta delle Investiture e che, nel 1119 fu eletto papa (il 160º) con il nome di Callisto II.
Rinaldo rispose alla chiamata di papa Urbano II e partì con i nobili della prima crociata (1096-1099), ma, non si sa esattamente quando arrivò in Anatolia (secondo il cronachista della prima crociata, Alberto di Aquisgrana, canonico e custode della chiesa di Aquisgrana, Rinaldo, quando partì, lascio come reggente della contea il fratello Stefano (sempre secondo Alberto di Aquisgrana, Rinaldo, nel 1101, si stava recando in Terra santa, con Guelfo di Baviera, quando morì nei pressi di Antiochia, dove venne sepolto)

I percorsi degli eserciti cristiani della Crociata del 1101.

Nel 1101, Stefano, assieme a Stefano, conte di Blois, Châteaudun, Chartres e Meux, si aggregò a coloro che presero parte alla crociata del 1101, e sempre secondo Alberto di Aquisgrana, in maggio arrivò a Nicomedia, poi partecipò prima alla conquista di Ancyra, il 23 giugno, e infine al disastro della battaglia di Mersivan, dove riuscì miseramente a salvarsi e con Raimondo di Saint-Gilles e Stefano II di Blois fuggirono a Sinope, e fecero ritorno in nave a Costantinopoli.
Sotto il comando di Raimondo, Stefano, alla fine di quello stesso anno, arrivò ad Antiochia e poi prese parte alla conquista di Tartus, che avvenne con l'aiuto della flotta genovese, riuscendo ad arrivare a Gerusalemme nella Pasqua del 1102, dove rimase per difendere la città dagli attacchi del visir egiziano Al-Afdal Shahanshah al neonato regno di Gerusalemme.
Stefano morì in Terra Santa, dopo la seconda Battaglia di Ramla del 1102, ancora secondo Alberto di Aquisgrana, decapitato assieme a Stefano di Blois dopo essere stato catturato dai Saraceni a Ramla. Anche Guglielmo di Tiro, arcivescovo, nel XII secolo, della città di Tiro, nell'odierno Libano, nel suo Historia rerum in partibus transmarinis gestarum, riporta la morte di Stefano, dopo che nel capitolo precedente aveva ricordato che Stefano, assieme a Stefano di Blois ed altri, aveva aiutato Raimondo di Saint-Gilles nella conquista di Tortosa.
A Stefano succedette il figlio Rinaldo, nelle contee di Vienne e di Mâcon, mentre unico duca di Borgogna rimase il nipote, Guglielmo II di Borgogna detto il Tedesco (1075-1125), che governò anche il ducato di Mâcon per conto del cuginetto, Rinaldo.

## Matrimonio e discendenza
Prima del 1090, Stefano aveva sposato Beatrice di Lorena (?- circa 1116), figlia del Conte di Metz e Chatenoy e Duca di Lorena, Gerardo I, come ci viene confermato dal documento nº 3791 del Recueil des chartes de l'abbaye de Cluny. Tome 5 (anche se il nome di Beatrice non viene citato, ma viene confermato dalla nota della pagina successiva).
Stefano da Beatrice di Lorena ebbe quattro figli:
- Rinaldo (circa 1087-1148), conte di Vienne e di Mâcon e conte di Borgogna come ci conferma la Chronica Albrici Monachi Trium Fontium (comitis Raynaldi de Burgundia)[20]
- Guglielmo (circa 1088-1157), citato nella Chronica Albrici Monachi Trium Fontium (comitis Guilelmi de Ultrasagonnam)[20], fu conte di Mâcon dal 1102 e conte d'Auxonne dal 1127. Tutore dal 1148 al 1156 della contessina Beatrice di Borgogna. Da lui discesero i conti Stefano II d'Auxonne e Stefano III d'Auxonne e Giovanni I di Chalon
- Isabella (circa 1090- dopo il 1125), che secondo la Chronica Albrici Monachi Trium Fontium era sorella di Rinaldo e Guglielmo (Elizabeth sororem comitis Raynaldi de Burgundia et comitis Guilelmi de Ultrasagonnam) e che, nel 1110, sposò, come seconda moglie, il conte di Bar-sur-Aube, di Troyes e di Vitry Ugo I di Champagne (Hugo comes Campanie), a cui diede un figlio, Oddone, che non fu riconosciuto da Ugo, il quale sapeva di non poter generare figli[20], e per questo ripudiata[1]
- Clemenza detta Margherita (?-1164), che come ci conferma la Ex vita Margaritæ Albonensis comitissæ era figlia di Stefano ed aveva sposato, nel 1120, il delfino Ghigo IV del Viennois[21] (?-1162).

## Ascendenza
|                         |   |                          | Genitori                |  |  | Nonni |  |  | Bisnonni                       |  |  | Trisnonni            |  |
|                         |   |                          |                         |  |  |       |  |  | Ottone I Guglielmo di Borgogna |  |  | Adalberto II d'Ivrea |  |
|                         |   |                          |                         |  |  |       |  |  | Ottone I Guglielmo di Borgogna |  |  | Adalberto II d'Ivrea |  |
|                         |   | Gerberga di Châlon       |                         |  |  |       |  |  | Ottone I Guglielmo di Borgogna |  |  |                      |  |
| Rinaldo I di Borgogna   |   |                          |                         |  |  |       |  |  | Ottone I Guglielmo di Borgogna |  |  |                      |  |
|                         |   | Ermentrude di Roucy      | Rinaldo di Coucy        |  |  |       |  |  |                                |  |  |                      |  |
|                         |   | Ermentrude di Roucy      | Rinaldo di Coucy        |  |  |       |  |  |                                |  |  |                      |  |
|                         |   | Ermentrude di Roucy      | Alberada di Lotaringia  |  |  |       |  |  |                                |  |  |                      |  |
| Guglielmo I di Borgogna |   | Ermentrude di Roucy      |                         |  |  |       |  |  |                                |  |  |                      |  |
|                         |   | Riccardo II di Normandia | Riccardo I di Normandia |  |  |       |  |  |                                |  |  |                      |  |
|                         |   | Riccardo II di Normandia | Riccardo I di Normandia |  |  |       |  |  |                                |  |  |                      |  |
|                         |   | Riccardo II di Normandia | Gunnora di Normandia    |  |  |       |  |  |                                |  |  |                      |  |
| Alice di Normandia      |   | Riccardo II di Normandia |                         |  |  |       |  |  |                                |  |  |                      |  |
|                         |   | Giuditta di Bretagna     | Conan I di Bretagna     |  |  |       |  |  |                                |  |  |                      |  |
|                         |   | Giuditta di Bretagna     | Conan I di Bretagna     |  |  |       |  |  |                                |  |  |                      |  |
|                         |   | Giuditta di Bretagna     | Ermengarda d'Angiò      |  |  |       |  |  |                                |  |  |                      |  |
| Stefano I di Mâcon      |   | Giuditta di Bretagna     |                         |  |  |       |  |  |                                |  |  |                      |  |
|                         | … | …                        |                         |  |  |       |  |  |                                |  |  |                      |  |
|                         | … | …                        |                         |  |  |       |  |  |                                |  |  |                      |  |
|                         | … | …                        |                         |  |  |       |  |  |                                |  |  |                      |  |
| Adalberto III di Longwy | … |                          |                         |  |  |       |  |  |                                |  |  |                      |  |
|                         |   | …                        | …                       |  |  |       |  |  |                                |  |  |                      |  |
|                         |   | …                        | …                       |  |  |       |  |  |                                |  |  |                      |  |
|                         |   | …                        | …                       |  |  |       |  |  |                                |  |  |                      |  |
| Stefania di Vienne      |   | …                        |                         |  |  |       |  |  |                                |  |  |                      |  |
|                         |   | …                        | …                       |  |  |       |  |  |                                |  |  |                      |  |
|                         |   | …                        | …                       |  |  |       |  |  |                                |  |  |                      |  |
|                         |   | …                        | …                       |  |  |       |  |  |                                |  |  |                      |  |
| Clemenza di Foix        |   | …                        |                         |  |  |       |  |  |                                |  |  |                      |  |
|                         |   | …                        | …                       |  |  |       |  |  |                                |  |  |                      |  |
|                         |   | …                        | …                       |  |  |       |  |  |                                |  |  |                      |  |
|                         |   | …                        | …                       |  |  |       |  |  |                                |  |  |                      |  |
|                         |   | …                        |                         |  |  |       |  |  |                                |  |  |                      |  |

### Fonti primarie
- (LA)  Chronique de l'abbaye de Saint-Bénigne de Dijon.
- (LA)  Rodulfus Glaber Cluniacensis, Historiarum Sui Temporis Libri Quinque.
- (LA)  Recueil des chartes de l'abbaye de Cluny. Tome 4.
- (LA)  Recueil des chartes de l'abbaye de Cluny. Tome 5.
- (LA)  ALBERT OF AIX, HISTORIA HIEROSOLYMITANAE EXPEDITIONIS.
- (LA)  WILLIAM OF TYRE, HISTORIA RERUM IN PARTIBUS TRANSMARINIS GESTARUM.
- (LA)  Historia Ecclesiastica, tomus III.
- (LA)  Saeculum XII. Orderici Vitalis, Historia ecclesiastica. Tomus unicum.
- (LA)  Monumenta Germaniae Historica, Scriptores, tomus XXIII.
- (LA)  Recueil des historiens des Gaules et de la France. Tome 14.
- (LA)  Historiæ Normannorum Scriptores Antiqui.
- (LA)  LE CARTULAIRE DE MARCIGNY-SUR-LOIRE: 1045-1144[collegamento interrotto].

### Letteratura storiografica
- William B. Stevenson, "La prima crociata", cap. XX, vol. IV (La riforma della chiesa e la lotta fra papi e imperatori) della Storia del Mondo Medievale, 1979, pp. 718–756.
- Paul Fournier, "Il regno di Borgogna o d'Arles dal XI al XV secolo", cap. XI, vol. VII (L'autunno del Medioevo e la nascita del mondo moderno) della Storia del Mondo Medievale, 1981, pp. 383–410.